# Famille jaune, noire, rose, verte

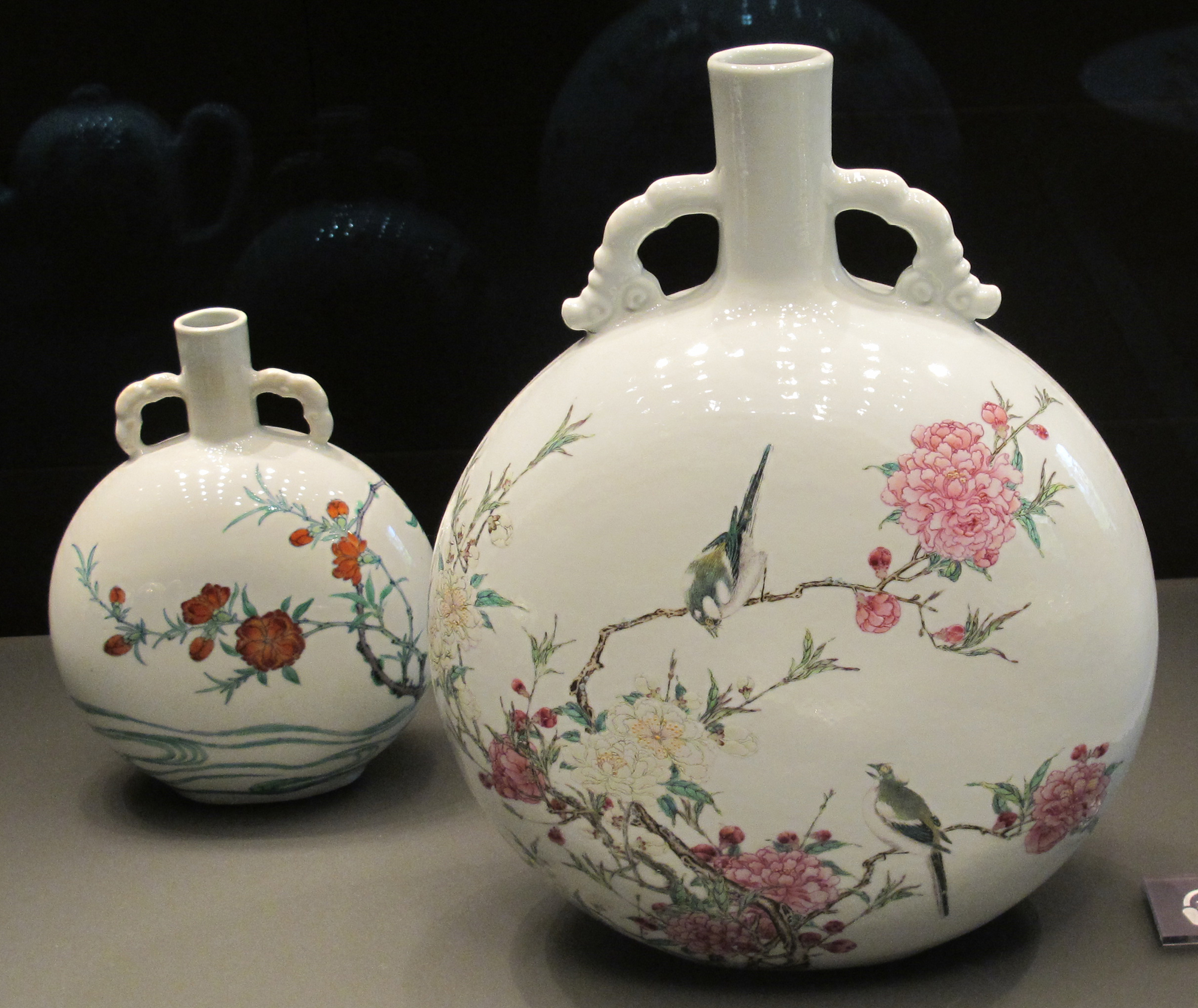
Bão nguyệt bình (抱月瓶): chiếc bên trái sử dụng kỹ thuật đấu thái còn chiếc bên phải sử dụng kỹ thuật phấn thái hay famille rose. Đồ gốm Cảnh Đức Trấn, thời Ung Chính (1723–1735).

Famille jaune, noire, rose, verte là một thuật ngữ gộp; bao gồm famille jaune, famille noire, famille rose và famille verte - các thuật ngữ được sử dụng ở phương Tây để phân loại đồ sứ Trung Quốc thời Thanh theo tông màu chủ đạo trong bảng màu men của nó.
Những món đồ sứ này ban đầu được sử gia gốm sứ nghệ thuật người Pháp Albert Jacquemart (1808-1875) gộp nhóm dưới các tên gọi tiếng Pháp famille verte (dòng [màu] xanh lục), và famille rose (dòng [màu] hồng) vào năm 1862. Các thuật ngữ khác như famille jaune (dòng [màu] vàng) và famille noire (dòng [màu] đen) có thể đã được những người buôn bán hoặc các nhà sưu  tập giới thiệu muộn hơn và chúng thường được coi là các dòng con của famille verte. Đồ sứ famille verte được sản xuất chủ yếu vào thời Khang Hi, trong khi đồ sứ famille rose được ưa chuộng vào thế kỷ 18 và 19. Phần lớn sản phẩm của Trung Quốc là đồ sứ Cảnh Đức Trấn, và một phần lớn được sản xuất để xuất khẩu sang phương Tây, nhưng một số đồ tinh xảo nhất được làm cho triều đình.

## Famille verte

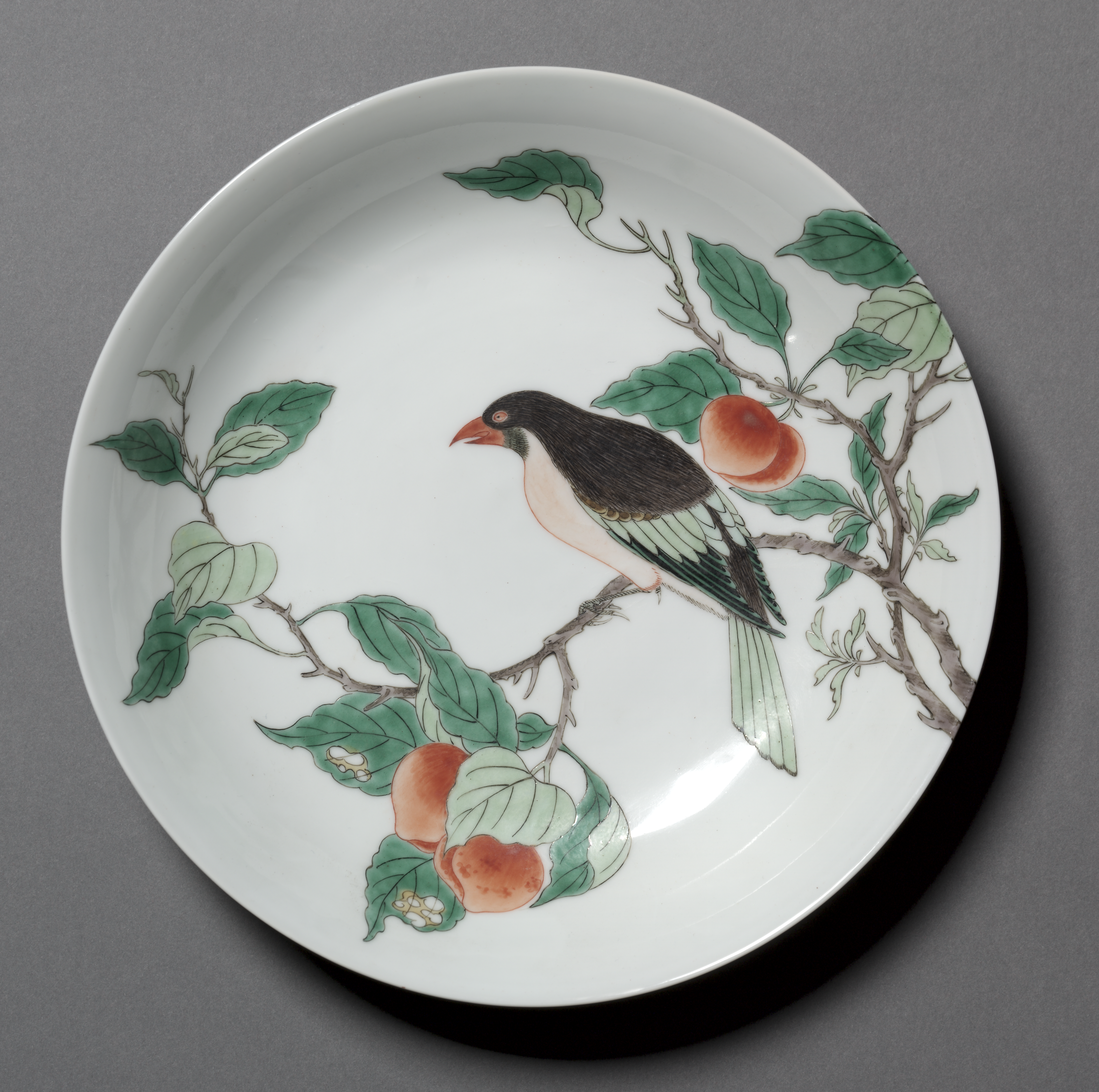
Đĩa trang trí chim trên cành đào, đường kính 20,5 cm, famille verte, thời Khang Hi, đồ sứ Cảnh Đức Trấn.

Famille verte, người Trung Quốc gọi là 康熙五彩 (Khang Hi ngũ thái) hay 素三彩 (tố tam thái) hoặc 硬彩 (ngạnh thái, nghĩa đen là màu cứng hay màu sắc nét, do có men trong suốt và màu phân chia tầng lớp rõ ràng, cứng cáp, sắc nét), bắt đầu được làm vào thời Khang Hi từ khoảng năm 1680, sử dụng màu xanh lục với một số sắc thái khác nhau và màu đỏ sắt với các màu trang trí trên men khác. Nó được phát triển từ phong cách ngũ thái (五彩, năm màu), kết hợp màu xanh lam coban trang trí dưới men với một vài màu trang trí trên men. Các loại men thủy tinh của famille verte có thể được tô vẽ trên gốm nung mộc (đồ gốm không tráng men gốm đã nung sẵn) không chứa chất màu xanh lam trang trí dưới men, hoặc tô vẽ trên men gốm đã nung cao lửa, tạo ra các đồ sứ có biểu hiện màu sắc bề ngoài khác nhau. Đồ gốm với men thủy tinh tô vẽ trên gốm nung mộc thường có phần nền với màu sắc đồng nhất như màu vàng, đen hoặc xanh lục, trong khi ở những đồ mà men thủy tinh được vẽ trên men gốm thì chúng có thể có nền màu trắng. Đôi khi có thể nhìn thấy cả màu xanh lam dưới men và màu xanh lam trên men ở cùng một sản phẩm. Quá trình nung để làm nóng chảy men thủy tinh được thực hiện ở nhiệt độ tương đối thấp so với nhiệt độ duy trì trong quá trình nung định hình đồ gốm (nung mộc).
Màu sắc được tìm thấy ở famille verte thường là xanh lục, đỏ, vàng, lam và màu cà tím (màu tía không sặc sỡ); trong đó ba màu thường thấy nhất là xanh lục, đỏ và vàng. Màu đen cũng có thể được sử dụng và đôi khi là cả màu vàng kim. Màu xanh lam thiên về tông màu tím hoặc lam hoàng gia, khác với tông màu xanh lam sử dụng trong đồ sứ thời Minh (thanh hoa ngũ thái). Khả năng đạt được sự chuyển dần màu sắc ở famille verte bị hạn chế. Các men thủy tinh màu thường được tô vẽ trên phần xương gốm màu trắng của đồ sứ xuất hiện qua lớp men gốm [trong suốt hay trong mờ]. Các màu sắc này cũng có thể được làm nổi bật lên trên nền với màu chủ đạo là đen hoặc vàng (khi đó chúng được gọi tương ứng là famille noire và famille jaune), và hiếm gặp hơn là nền màu cà tím và xanh lục.
Đồ sứ famille verte là phổ biến trong vài thập niên cho đến thập niên 1720 sau thời Khang Hi, khi nó dần được thay thế bằng famille rose với khoảng màu sắc sử dụng được lớn hơn. Nó tiếp tục được sản xuất với số lượng nhỏ trong các giai đoạn sau đó, và sự phổ biến của nó đã hồi sinh ở phương Tây vào cuối thế kỷ 19 và đầu thế kỷ 20.

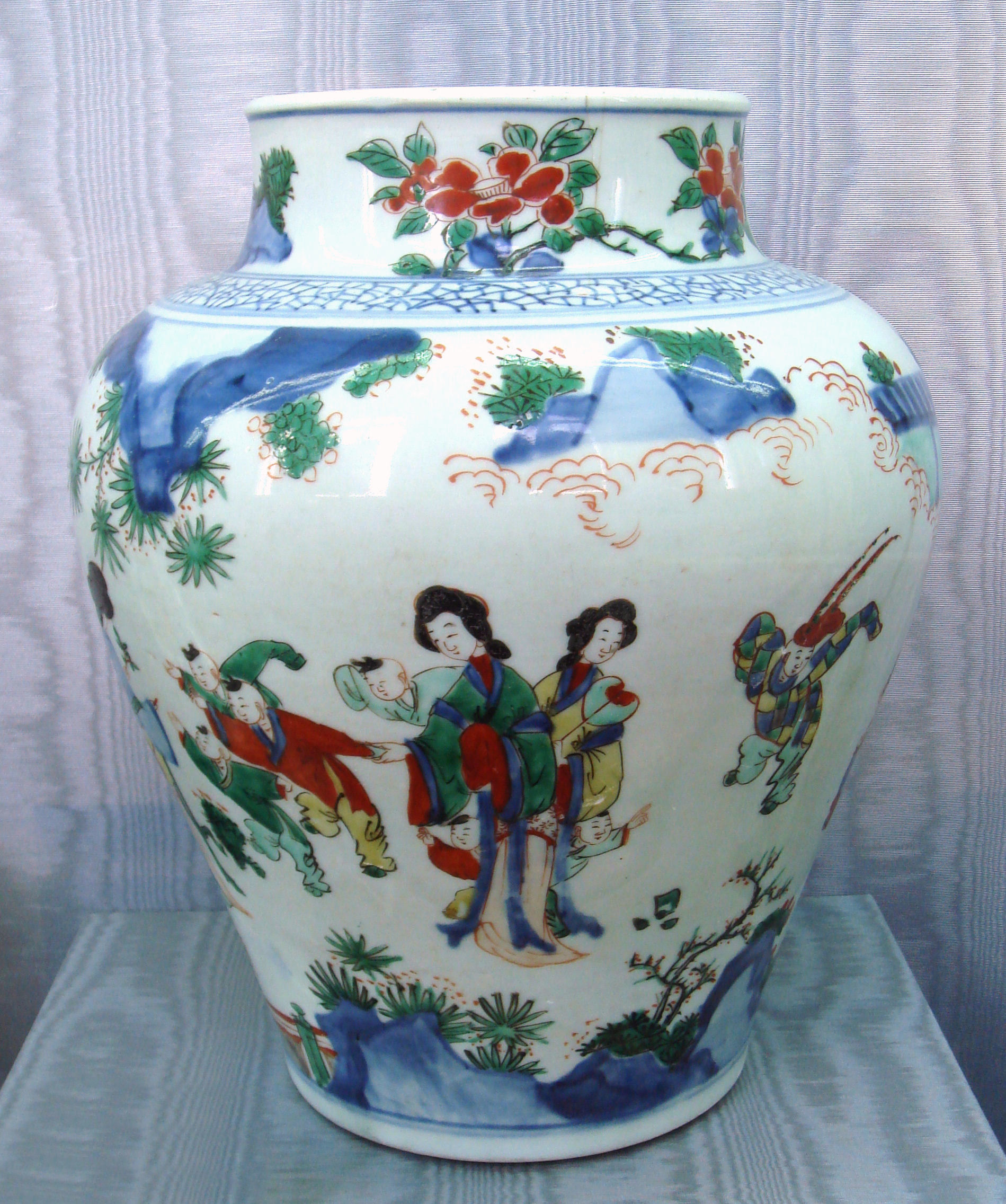
Chóe/nậm ngũ thái, thời Thuận Trị, khoảng 1650-1660.
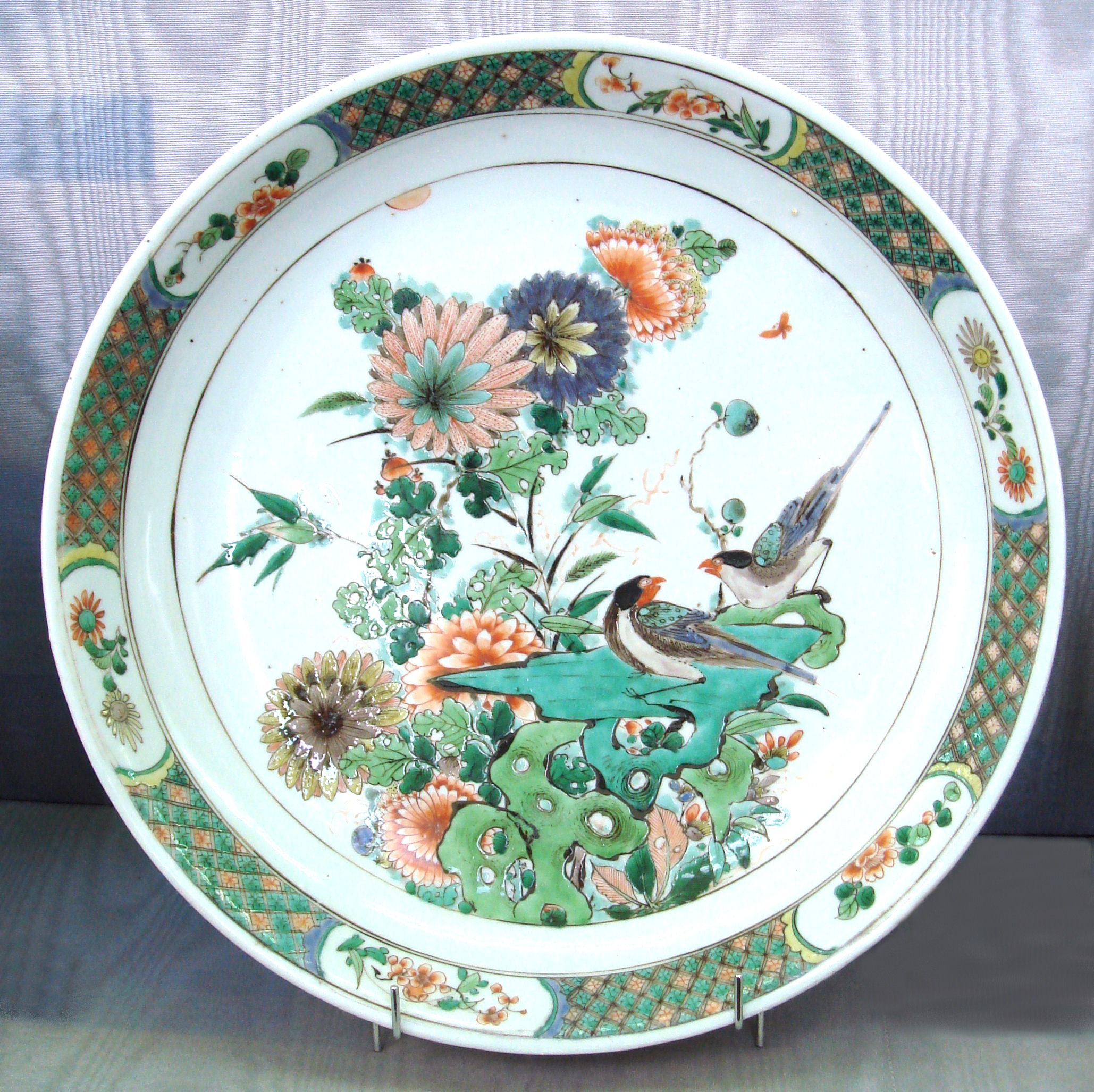
Đĩa ngũ thái trang trí chim hoa để xuất khẩu. Thời Khang Hi, khoảng 1680.
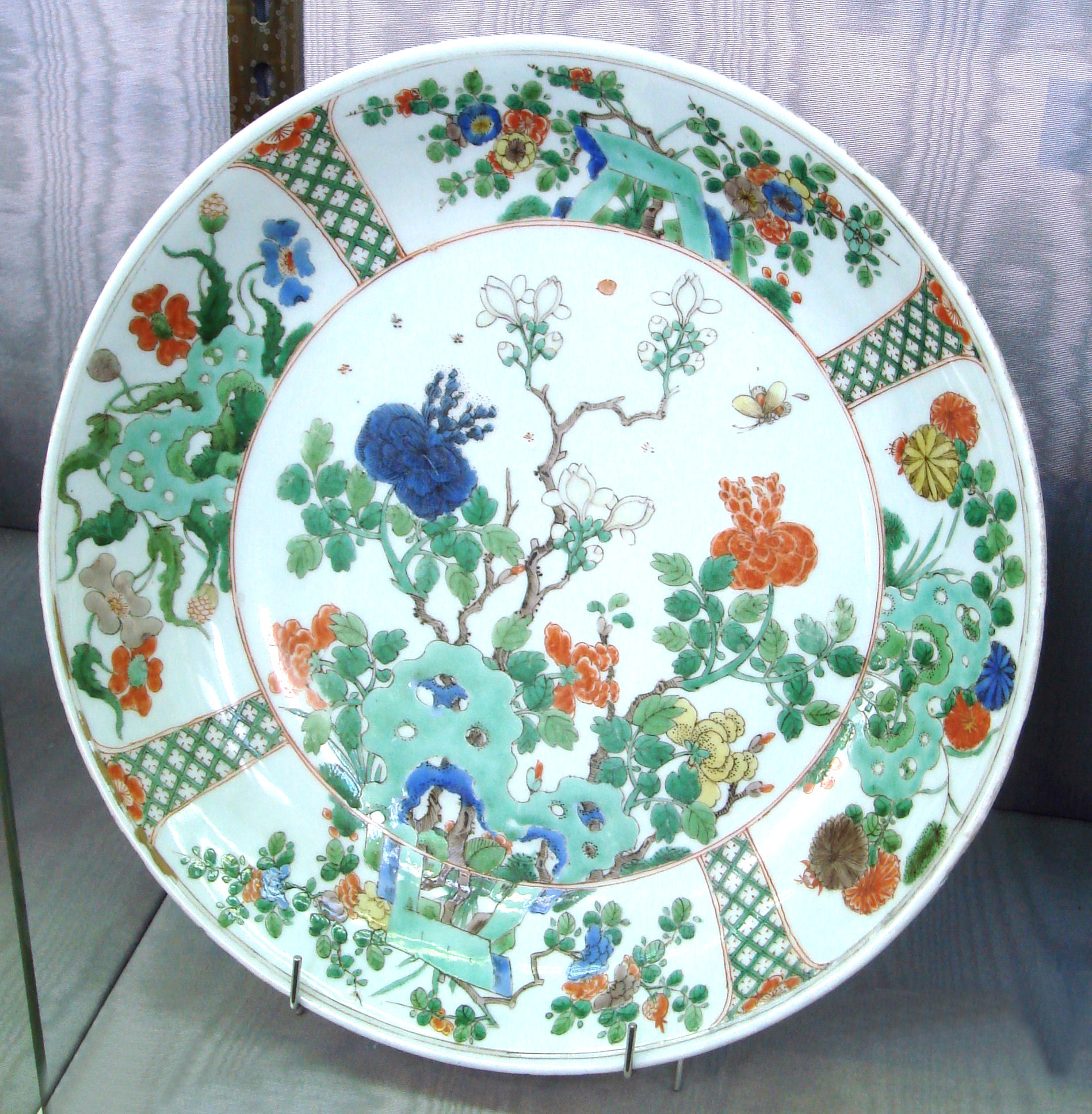
Đĩa ngũ thái trang trí cỏ cây hoa lá để xuất khẩu. Thời Khang Hi, khoảng 1680.
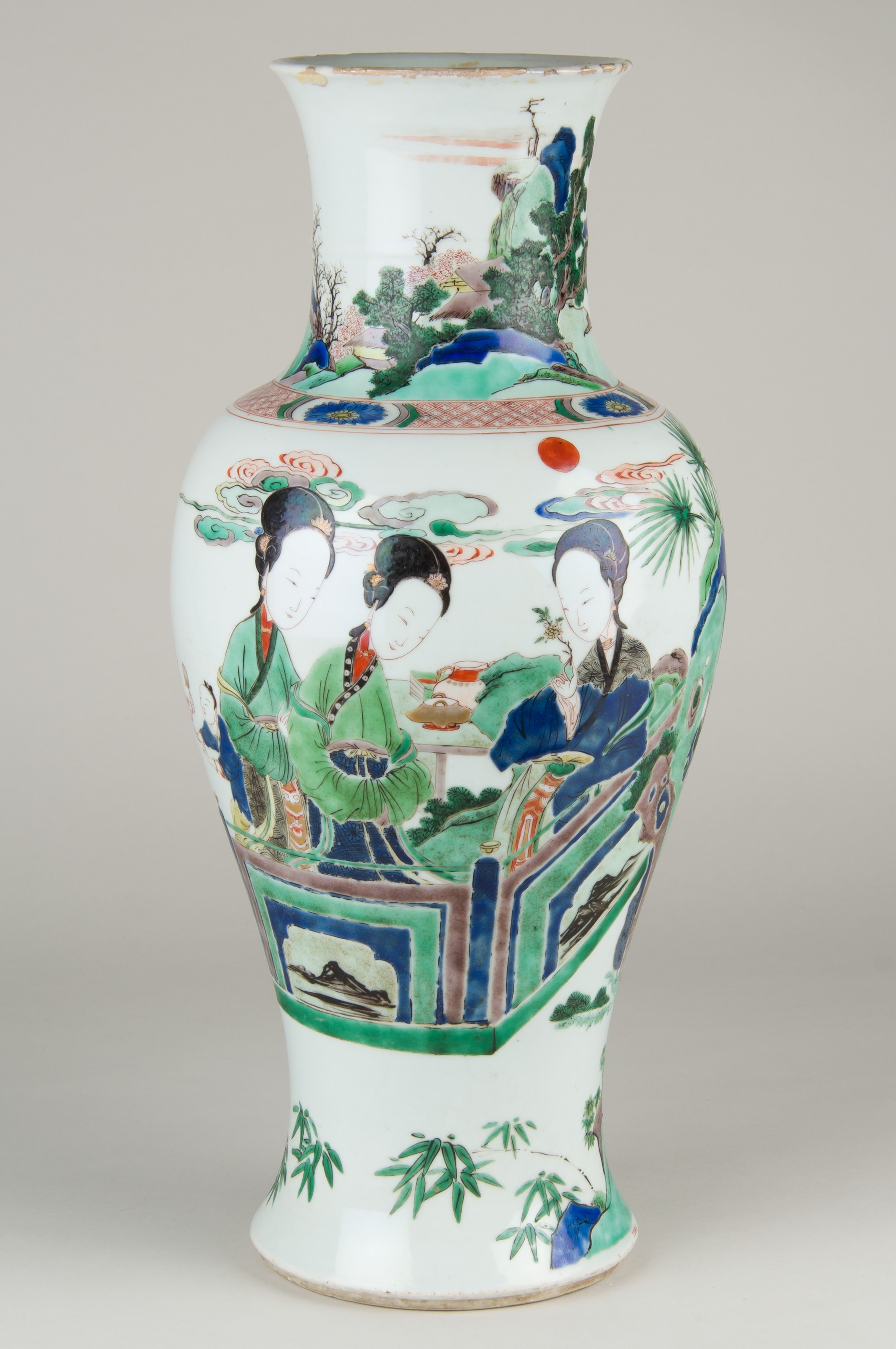
Bình; cao 44,8 cm; đường kính: miệng 12,9 cm, ngực 20,3 cm, đế: 14 cm. Thời Khang Hi.

### Famille jaune

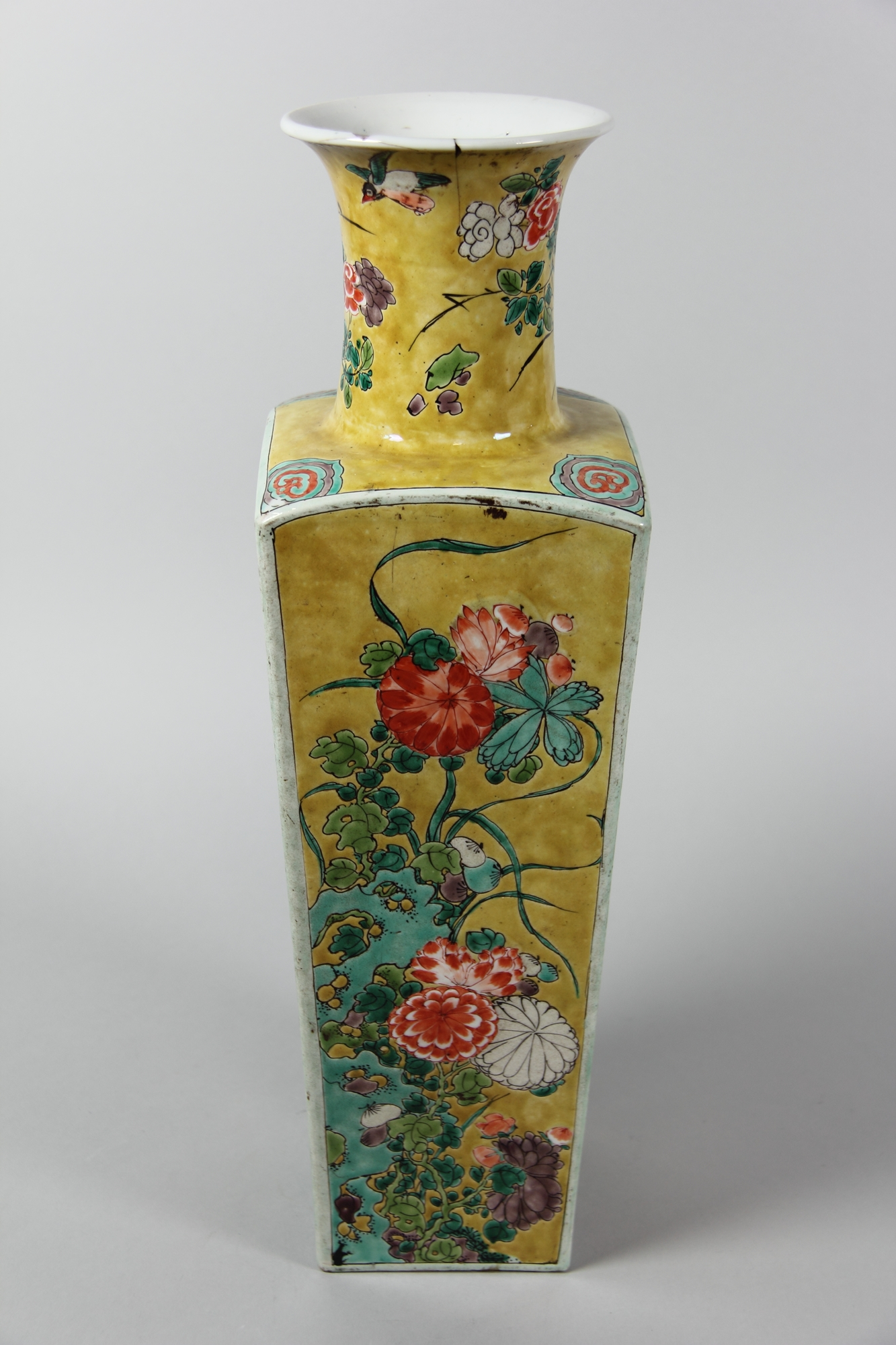
Tiểu lộc bình vuông famille jaune trang trí tứ quý, cao 48,3 cm, có lẽ là thế kỷ 19, Cảnh Đức Trấn. Đồ sứ tráng men đa sắc trên nền màu vàng.

Famille jaune (dòng [màu] vàng) là một biến thể của famille verte, sử dụng các men thủy tinh famille verte trên nền màu vàng.

### Famille noire

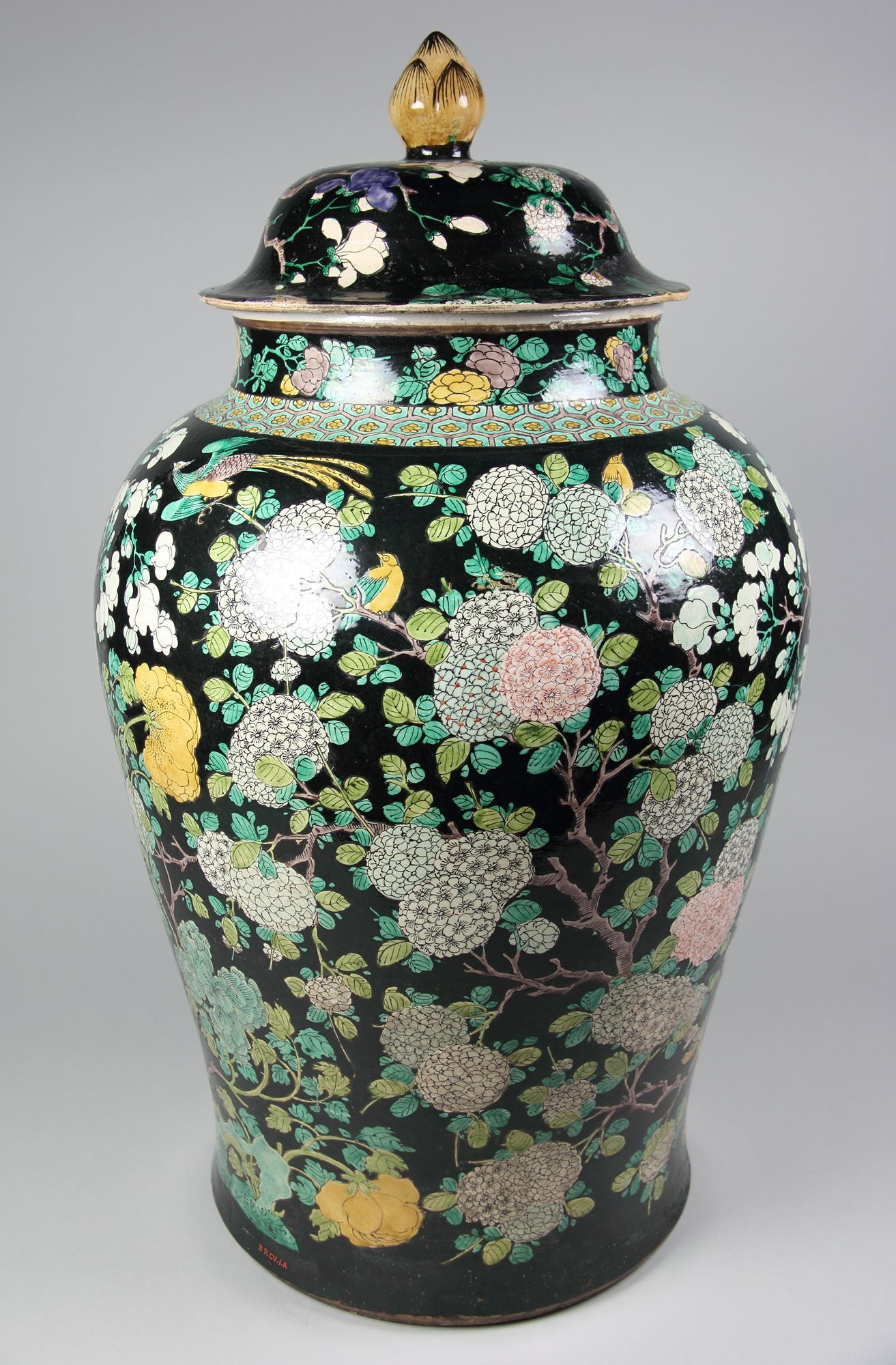
Chóe famille noire, cao 68,3 cm, thời Khang Hi, Cảnh Đức Trấn.

Famille noire (tiếng Trung: 墨地素三彩, mặc địa tố tam thái – tơ ba màu nền đen) sử dụng nền màu đen, mặc dù một số đồ sứ tráng men đè thực ra được tô vẽ thêm màu đen trong thế kỷ 19.
Đồ gốm famille noire chính hiệu được làm vào thời Khang Hi. Chúng có được màu đen bằng cách tô vẽ men thủy tinh gốc chì màu xanh lục ten đồng (xanh gỉ đồng) trên lớp phủ nền bằng men thủy tinh màu đen coban khô (bột coban oxit khô màu đen) chưa nung; trong quá trình nung tráng men thì hai loại men thủy tinh này hòa trộn lẫn vào nhau, tạo ra hiệu ứng màu đen huyền với dấu vết xanh lục, đặc biệt rõ nét khi hai lớp không che phủ nhau hoàn toàn, trong đó men màu xanh lục trong suốt che phủ phía trên, tạo cho nó một vẻ ngoài gần như óng ánh.
Famille noire từng được các nhà sưu tập phương Tây đánh giá cao, làm cho giá mua bán bị đẩy cao và nhiều món đồ sau đó bị làm giả, dẫn đến một lượng lớn các hiện vật còn sót lại là đồ giả. Đồ giả không có cấu trúc men thủy tinh hai lớp như đề cập trên đây. Sự phổ biến của loại đồ sứ này từ đó trở đi bị giảm sút.

## Famille rose

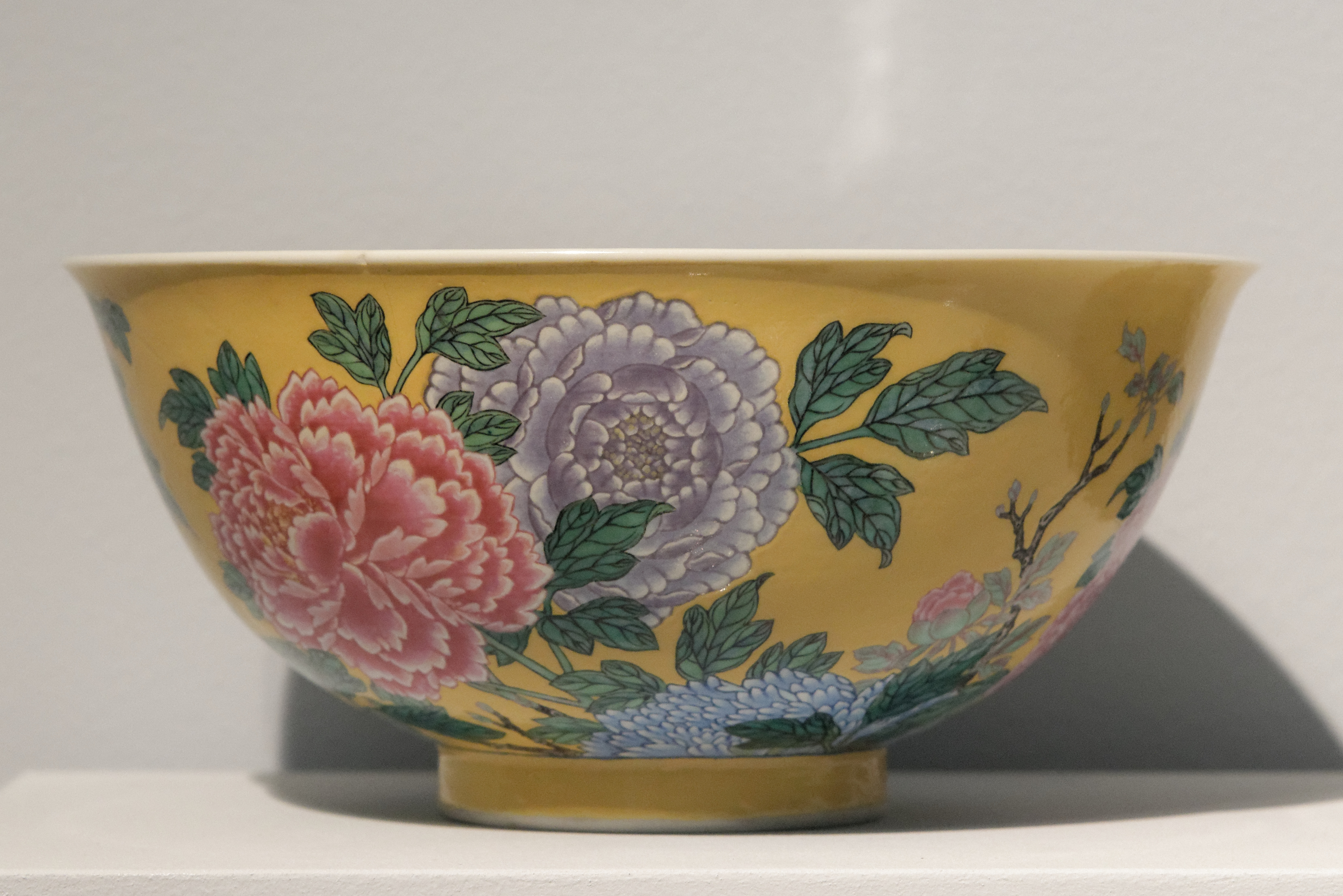
Bát famille rose, ngự diêu (đồ sứ vua dùng), Cảnh Đức Trấn.

Famille rose là cách gọi của người phương Tây để chỉ đồ gốm sứ mà người Trung Quốc hiện nay nói chung thường chia thành 2 nhóm là:
- Pháp lang thái (珐琅彩, nghĩa đen là 'màu men thủy tinh'. Tên gọi pháp lang thái được biết đến từ thời Khang Hi khi đồ sứ tráng men ô xuất hiện và được dùng làm cống phẩm dâng lên hoàng đế. Nó nguyên là thuật ngữ được sử dụng cho các loại đồ kim loại tráng men thủy tinh châu Âu được tìm thấy trên các món đồ như vậy. Để phân biệt với đồ kim loại tráng men thủy tinh (金属胎琺瑯, kim thuộc thai pháp lang) thì đồ sứ tráng men thủy tinh được gọi là瓷胎琺瑯 (từ thai pháp lang) hoặc 瓷胎畫琺瑯 (từ thai họa pháp lang).
- Dương thái (洋彩) hay phấn thái (粉彩) hoặc nhuyễn thái (軟彩, 软彩); nghĩa đen tương ứng là 'màu ngoại quốc', 'màu phấn'/'màu nhạt' và 'màu mềm'). Tên gọi dương thái được ghi nhận lần đầu tiên trong Đào vụ tự lược bi kí (陶務叙略碑記) của Đường Anh (唐英) - đốc đào quan thời Ung Chính, Càn Long - in năm Ung Chính thứ 13 (1735).[10] Đường Anh nhận xét rằng dương thái là một kiểu bắt chước phong cách tô vẽ của pháp lang thái. Rõ ràng, đối với ông thì dương thái và pháp lang thái là hai khái niệm khác nhau. Thuật ngữ dương thái gợi ý rằng men thủy tinh sử dụng để tráng đồ sứ có liên quan đến nước ngoài và/hoặc phong cách tô vẽ trang trí chịu ảnh hưởng từ nước ngoài.[10] Tên gọi phấn thái chỉ được ghi nhận lần đầu tiên trong Đào nhã (匋雅) của Tịch Viên Tẩu Trần Lưu (寂园叟陳瀏) in năm Quang Tự thứ 32 (1906).[10][11] Tại Trung Quốc người ta cho rằng phấn thái được sản xuất dựa trên nền tảng công nghệ của ngũ thái và pháp lang thái. Do đó, dương thái hay phấn thái là một công nghệ lai ghép có chứa các yếu tố của ngũ thái và pháp lang thái.[10]

Cho dù được chia thành hai nhóm hay chỉ được coi là một nhóm thì nó đều được giới thiệu tại Trung Quốc trong thời Khang Hi (1662–1722), có thể vào khoảng năm 1720, nhưng chỉ được hoàn thiện dưới thời Ung Chính khi những hiện vật tinh xảo nhất được làm ra. Famille rose được đặt tên theo màu men hồng của nó, nhưng màu thực tế có thể dao động từ hồng phấn đến hồng ngọc sẫm. Ngoài màu hồng phấn, một loạt các bảng màu nhạt khác đã được sử dụng trong famille rose, do đó mà có thuật ngữ phấn thái. Sự chuyển dần tông màu sắc được tạo ra bằng cách trộn các men thủy tinh màu với 'trắng thủy tinh' (玻璃 白, pha li bạch), một loại men thủy tinh màu trắng đục chứa chì arsenat.
Bảng màu famille rose lần đầu tiên đạt được ở châu Âu thông qua việc sử dụng màu tía Cassius được làm bằng vàng ở dạng keo và lần đầu tiên được sử dụng trên thủy tinh. Nhìn chung, người ta cho rằng việc sử dụng bảng màu mới ở Trung Quốc đã được các tu sĩ Dòng Tên tại Trung Quốc giới thiệu với triều đình, ban đầu là các loại men thủy tinh được sử dụng trên đồ kim loại như men ô (cloisonné) được sản xuất trong xưởng pháp lang (珐琅作, pháp lang tác) thuộc nội vụ phủ, trong đó pháp lang nghĩa là men thủy tinh - có thể có nguồn gốc từ các từ như "[người] Frank" hoặc "Pháp", hoặc thông qua sự mô phỏng men thủy tinh được sử dụng trong đồ đất nung tráng men thiếc ở miền nam Đức. Nghiên cứu cũng cho thấy thành phần hóa học của sắc tố màu hồng trong phấn thái không giống với thành phần hóa học của sắc tố này tại châu Âu. Tuy nhiên, thuật ngữ được Đường Anh và các tài liệu khác của nhà Thanh về gốm sứ sử dụng là dương thái ("màu nước ngoài"), chỉ ra nguồn gốc hoặc ảnh hưởng nước ngoài của nó.
Hiện vật famille rose thô sơ đã được tìm thấy trong đồ sứ Trung Quốc từ thập niên 1720, mặc dù kỹ thuật này chỉ được phát triển đầy đủ vào khoảng năm 1728-1730 thời Ung Chính dưới sự giám sát của Di Thân vương Dận Tường. Trong thời Ung Chính 3 pháp lang tác đặt tại điện Dưỡng Tâm, Di Hòa viên và phủ Di Thân vương. Quản lý nội vụ phủ từ năm 1726 là chánh nhị phẩm Niên Hi Nghiêu (年希堯), từ năm 1730 là lang trung Hải Vọng (海望). Phụ trách công nghệ sản xuất men và nung tráng men là Đường Anh (唐英) và Tống Thất Cách (宋七格). Tháng 7 âm lịch năm 1728 Hải Vọng phụ trách sản xuất đa nhĩ môn du (多爾門油, doermendina oil, dầu Dresden?), có lẽ là một loại dầu nhựa thông để thay thế cho dầu nhựa thông nhập khẩu trong sản xuất men thủy tinh.
Màu hồng của những hiện vật đầu tiên trong thập niên 1720 sẫm hơn khi làm bằng men thủy tinh màu hồng ngọc, nhưng sau năm 1725 các sắc thái nhạt hơn đã đạt được bằng cách phối trộn với men thủy tinh trắng. Tại các pháp lang tác ở Bắc Kinh, người ta đã tiến hành thử nghiệm để phát triển một loạt các màu men và kỹ thuật tô vẽ các loại men màu này lên cốt sứ trắng chưa trang trí do các ngự diêu xưởng (xưởng gốm sứ hoàng cung) ở Cảnh Đức Trấn cung cấp, và đồ sứ thành phẩm sản xuất ra được gọi là đồ sứ pháp lang thái. Các món đồ quan diêu hay ngự diêu đều được đề lạc khoản ở đáy như Khang Hi ngự chế, Ung Chính niên chế, Càn Long niên chế v.v... Các họa sĩ cung đình vẽ các họa tiết trang trí cho những đồ sứ như vậy, điều này đã tạo ra một phong cách trang trí thẩm mỹ mới trên đồ sứ. Các trang trí pháp lang thái có thể được tô vẽ trên nền trắng hoặc trên nền màu với màu vàng là phổ biến nhất. Vì đồ sứ pháp lang thái chỉ được sản xuất tại pháp lang tác với mục đích sử dụng cho cung đình nên số lượng đồ sứ pháp lang thái là tương đối ít.
Với việc chế tạo thành công đồ sứ pháp lang thái tại pháp lang tác thì sau đó nó cũng được sản xuất tại các ngự diêu xưởng ở Cảnh Đức Trấn. Thuật ngữ dương thái được sử dụng để chỉ đồ sứ được sản xuất tại Cảnh Đức Trấn mô phỏng đồ sứ pháp lang thái. Nhìn bề ngoài có rất ít sự khác biệt về hình thức giữa đồ sứ pháp lang thái và đồ sứ dương thái được sản xuất để sử dụng trong hoàng cung, nhưng sự khác biệt có thể được phát hiện trong thành phần hóa học của chất trợ dung được sử dụng, với dibor trioxide (B2O3) có mặt trong pháp lang thái nhưng hoàn toàn không có trong dương thái. Nhuyễn thái ('màu mềm') cũng là một thuật ngữ được sử dụng trong thời Ung Chính, vì màu sắc được sử dụng mềm mượt hơn so với 'màu cứng' (硬彩, ngạnh thái) trước đây được sử dụng trong famille verte hay [Khang Hi] ngũ thái. Phấn thái là thuật ngữ hiện đại hơn được Trần Lưu (陈浏) sử dụng từ đầu thế kỷ 20 và sau đó nó thay thế dương thái trong cách sử dụng của người Trung Quốc.
Các loại men famille rose cho phép tạo ra nhiều màu sắc và tông màu hơn so với trước đây, cho phép minh họa những hình ảnh phức tạp hơn, đặc biệt là vào thời Càn Long, và các món đồ trang trí trở nên tinh tế hơn và dày đặc hơn vào cuối thời Càn Long. Các hình ảnh có thể được vẽ trên các nền có màu, bao gồm vàng, xanh lam, hồng, đỏ san hô, xanh lục sáng, cà phê sữa và nâu. Nền đen hay famille noire cũng có thể được sử dụng trên đồ sứ thuộc famille rose, nhưng chúng không được đánh giá cao. Nhiều sản phẩm được sản xuất vào thời Càn Long được làm bằng sứ vỏ trứng (蛋壳瓷, đản xác từ). Famille rose đã dần thay thế cho famille verte về mức độ phổ biến và việc sản xuất nó đã vượt qua đồ sứ hoa lam vào giữa thế kỷ 18. Nó vẫn là phổ biến trong suốt thế kỷ 18 và 19 và tiếp tục được sản xuất trong thế kỷ 20. Tuy nhiên, chất lượng đồ gốm được sản xuất đã giảm sút sau thời Càn Long.

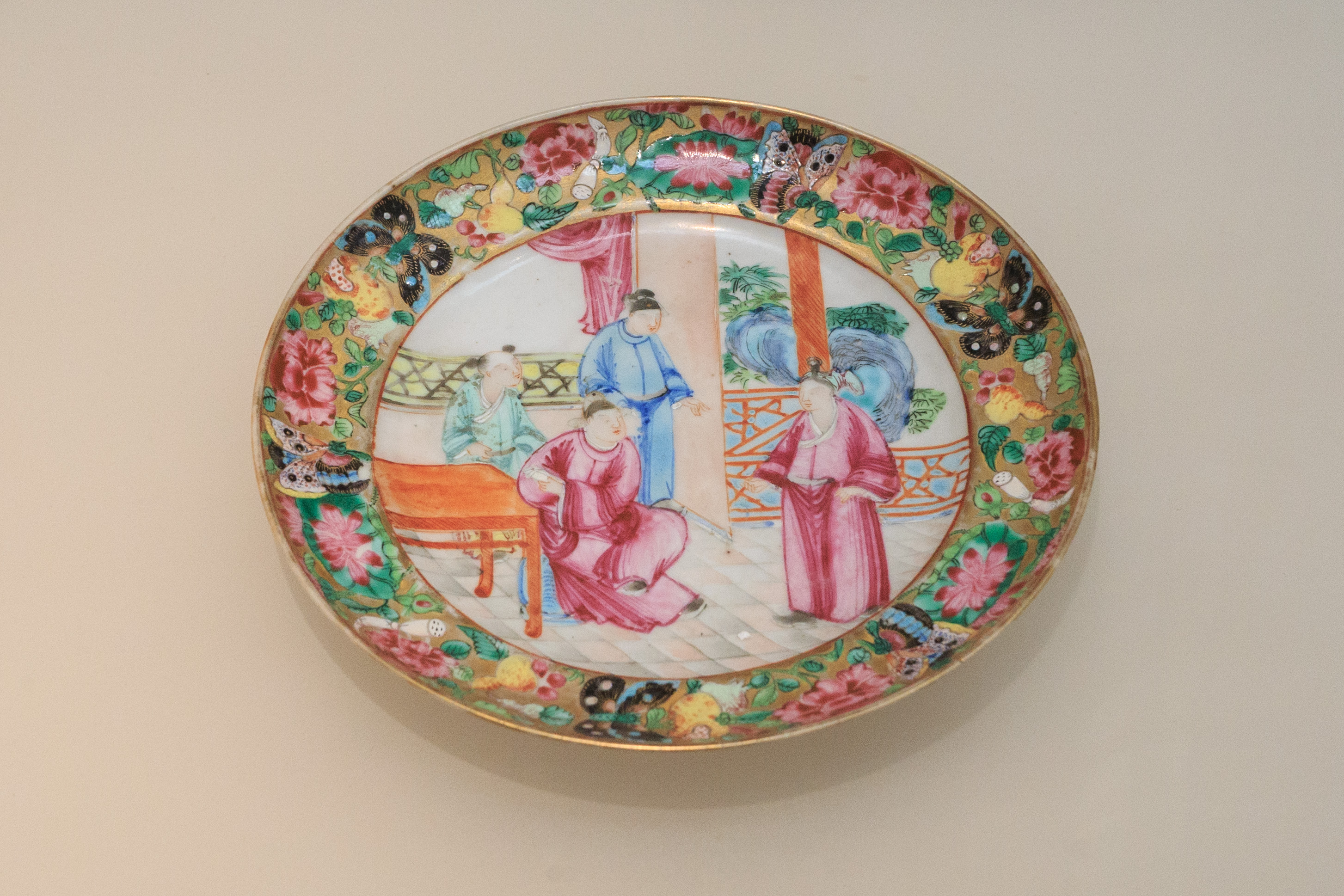
Đĩa sứ Quảng Châu với trang trí Quảng thái, thời Đạo Quang. Bảo tàng tỉnh Quảng Đông.

Các lò gốm Cảnh Đức Trấn đã sản xuất đồ famille rose, và một số vật tinh xảo nhất đã được làm ở đó. Tuy nhiên, từ cuối thế kỷ 18 trở đi, nhiều sản phẩm được trang trí ở thành phố cảng Quảng Châu để sản xuất đồ sứ Quảng Châu dành cho xuất khẩu, sử dụng cốt sứ trắng từ Cảnh Đức Trấn. Trái ngược với đồ sứ theo 'phong cách cung đình' tinh tế hơn, đồ sứ xuất khẩu - đặc biệt là đồ sứ từ thế kỷ 19 trở đi - có xu hướng được trang trí lòe loẹt và sặc sỡ. Các màu men hoa văn trang trí được sử dụng trong các sản phẩm xuất khẩu này có thể được gọi là Quảng Châu chức kim thái (廣州織金彩), Quảng Châu thái (廣州彩) hay Quảng thái (廣彩); tiếng Anh gọi là rose Canton, rose Mandarin và rose Medallion.
Các loại men thủy tinh famille rose đã được sử dụng ở châu Âu trước khi được sử dụng ở Trung Quốc, ví dụ như đồ sứ Viên do xưởng Du Paquier sản xuất năm 1725. Một số lượng lớn đồ sứ famille rose đã được xuất khẩu từ Trung Quốc sang phương Tây, và nhiều xưởng ở châu Âu như Meissen, Chelsea và Chantilly đã sao chép bảng màu famille rose được sử dụng trong đồ sứ Trung Quốc. Xuất khẩu đồ sứ Trung Quốc sau đó đã sụt giảm do sự cạnh tranh từ các xưởng châu Âu.

### Hình ảnh

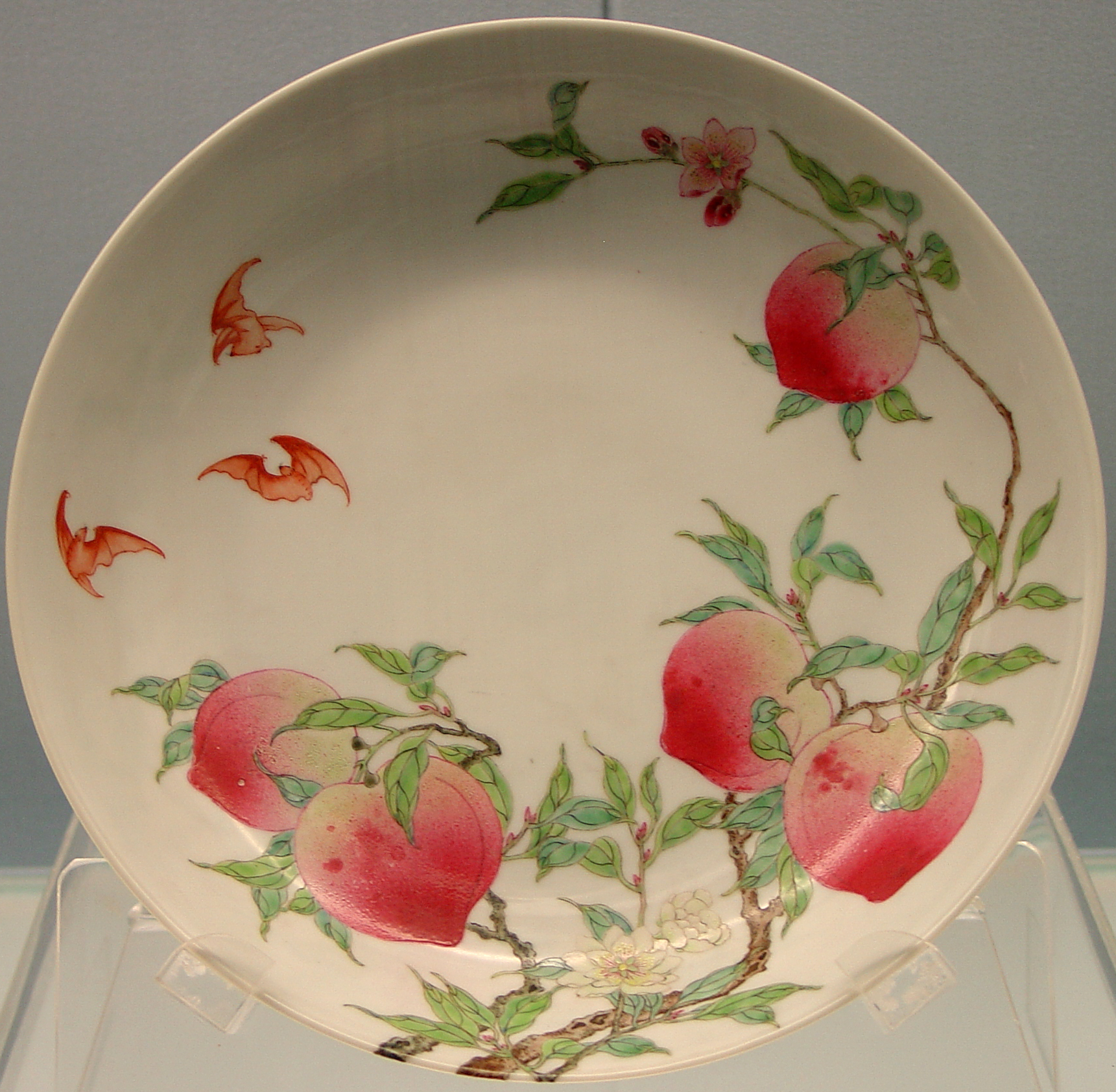
Những con dơi và quả đào mang điềm lành trên một cái đĩa, một chủ đề phổ biến theo phong cách Trung Hoa. Thời Ung Chính (1723 - 1735).
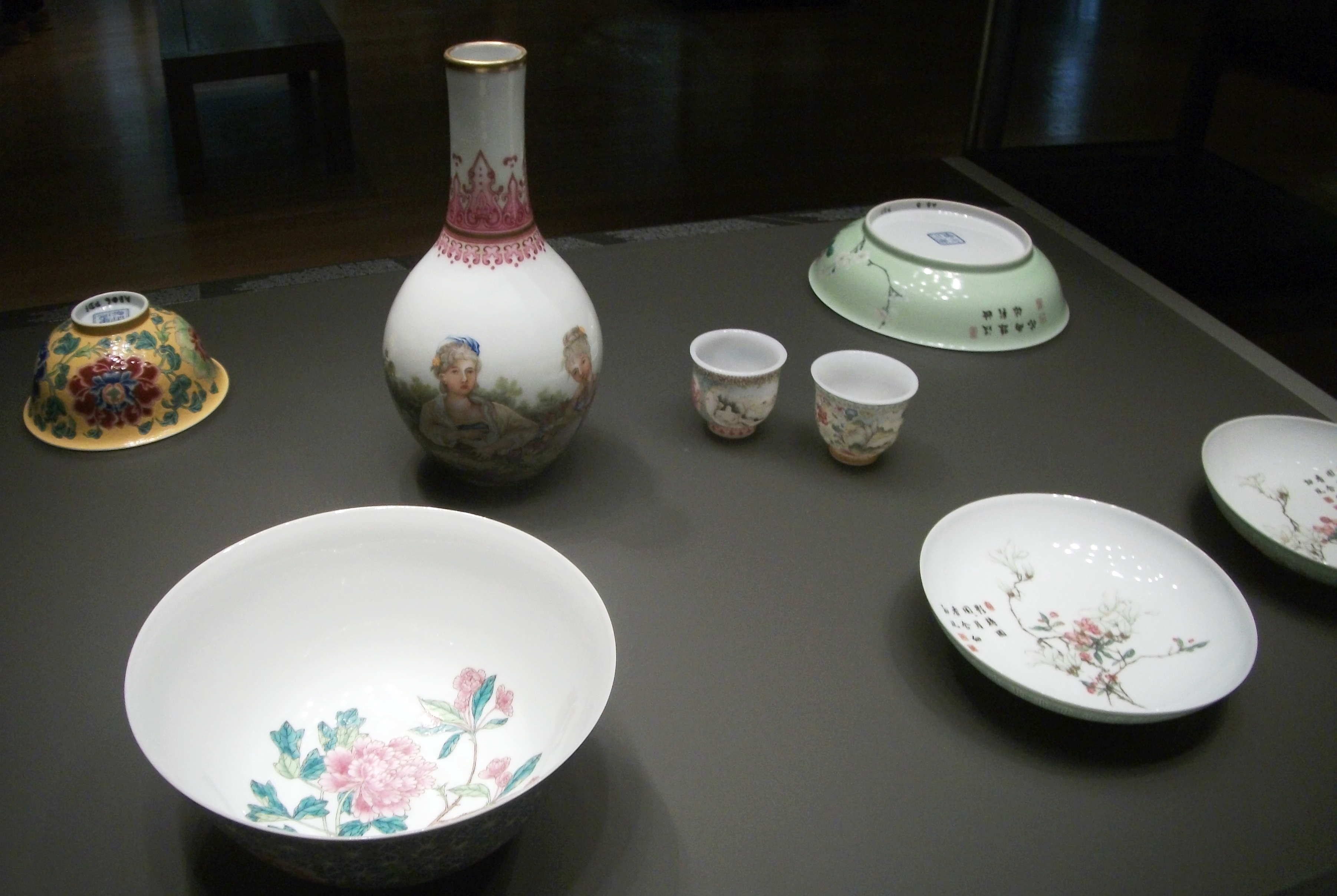
Một bộ sưu tập sứ pháp lang thái.
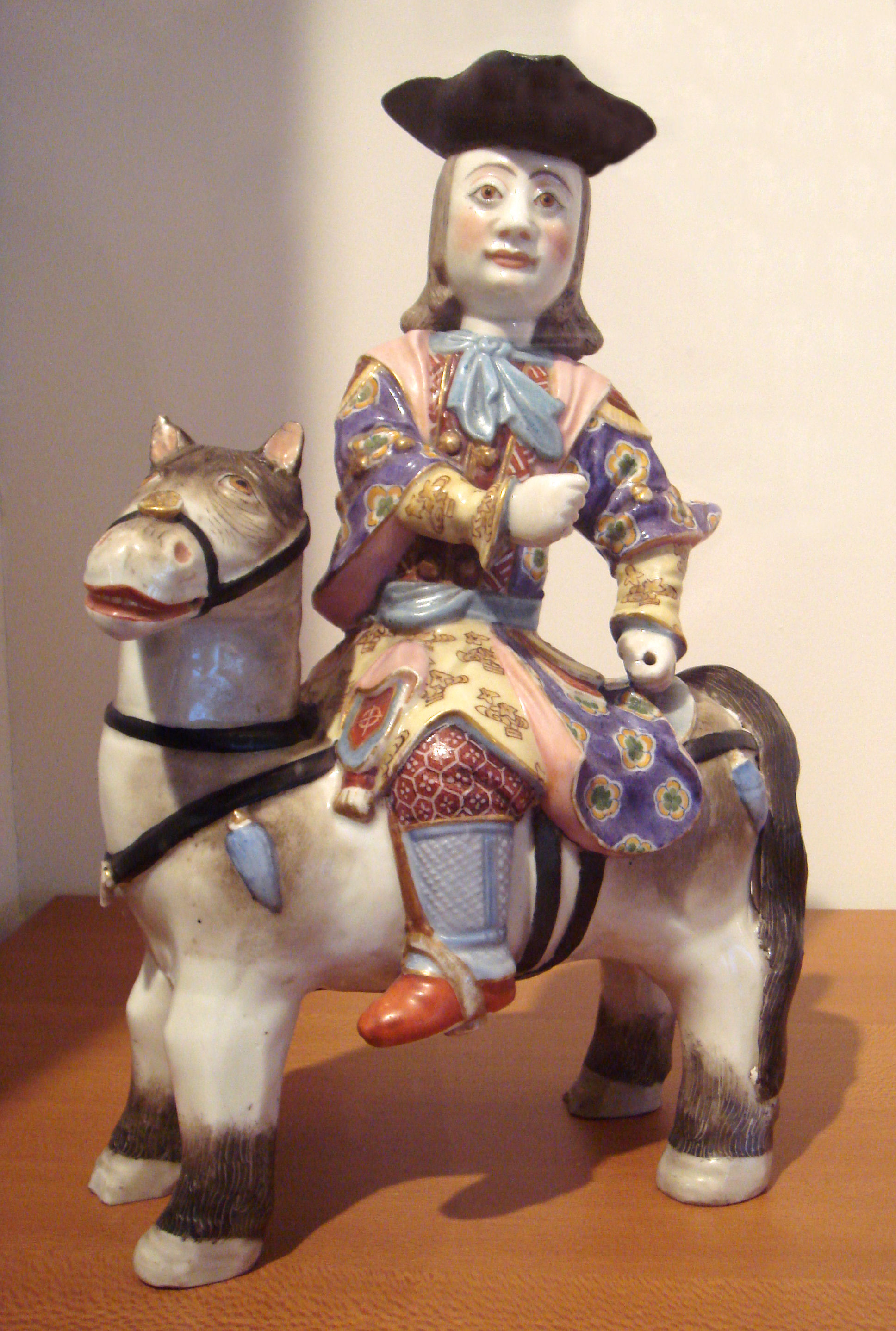
Đồ sứ xuất khẩu của Trung Quốc thời Thanh với tượng người châu Âu cưỡi ngựa, famille rose, nửa đầu thế kỷ 18.
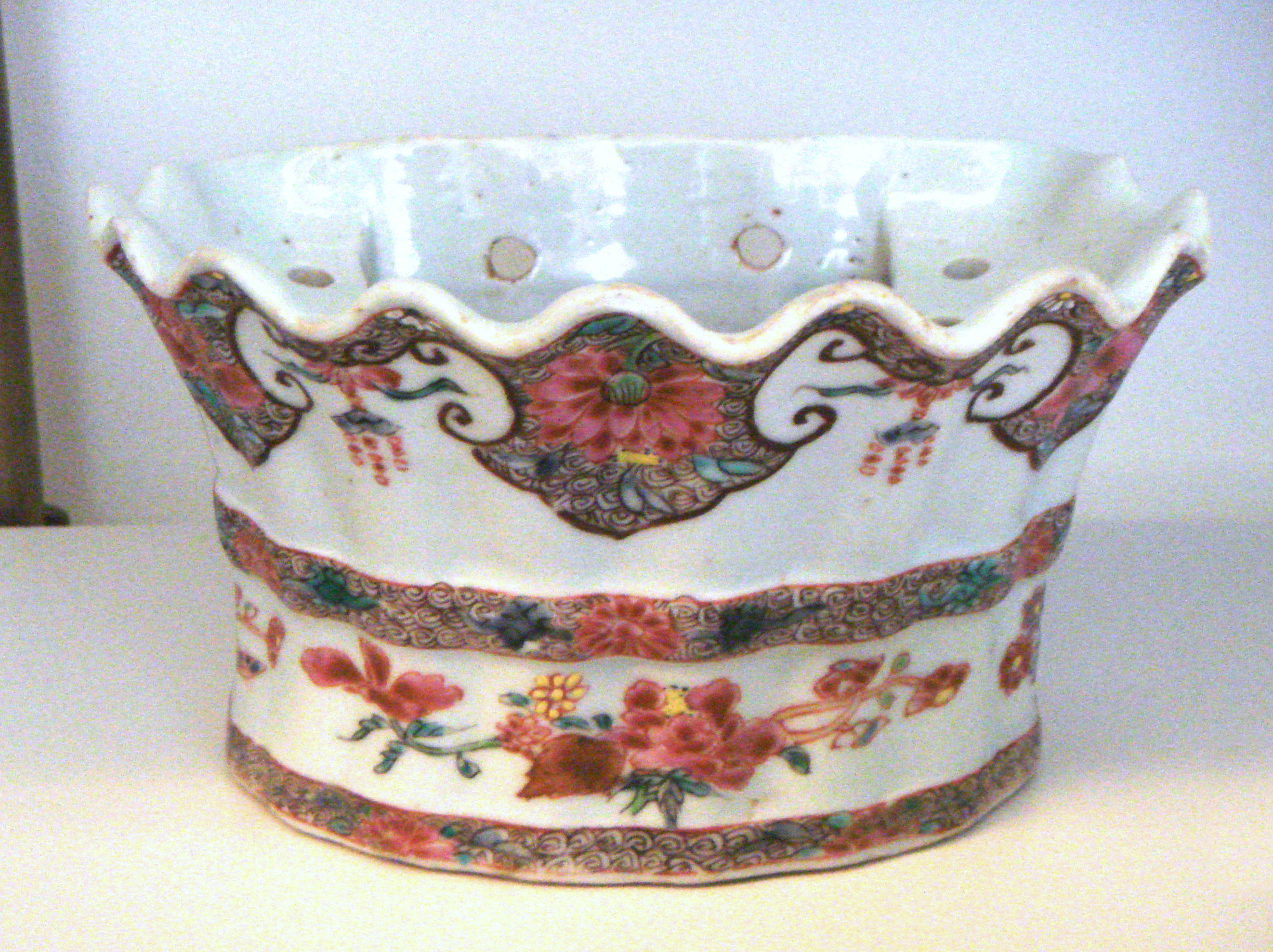
Bát cắm hoa bằng sứ mềm xương Cảnh Đức Trấn, famille rose, 1736-1796, thời Càn Long.
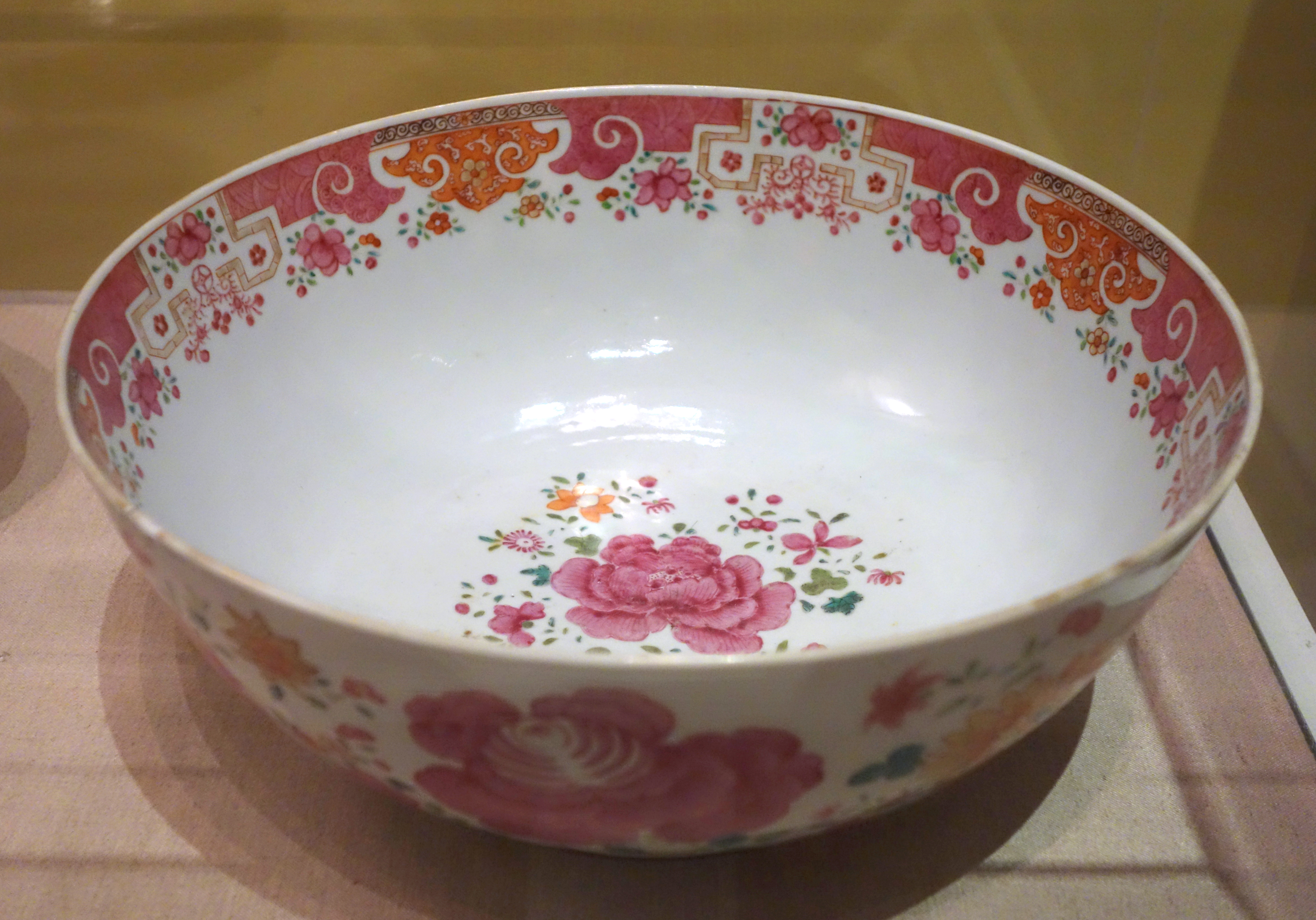
Bát đựng rượu pha nước hoa quả, đồ sứ Quảng Châu, khoảng 1765. Viện Lịch sử và Nghệ thuật Albany.
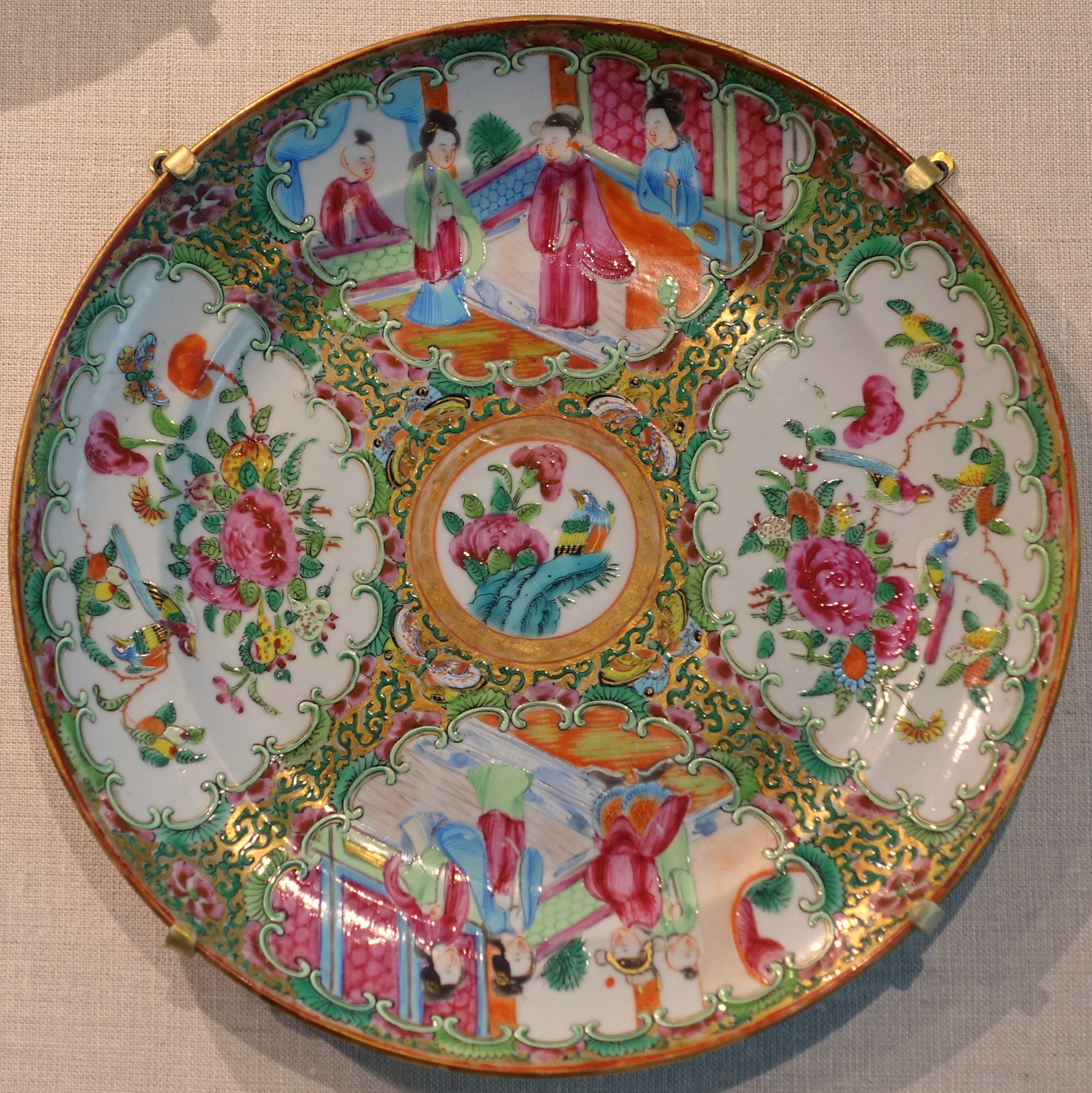
Đĩa Quảng thái với các trang trí được chia thành các ô, khoảng 1840-1900. Bảo tàng Nghệ thuật Portland, Maine, Hoa Kỳ.
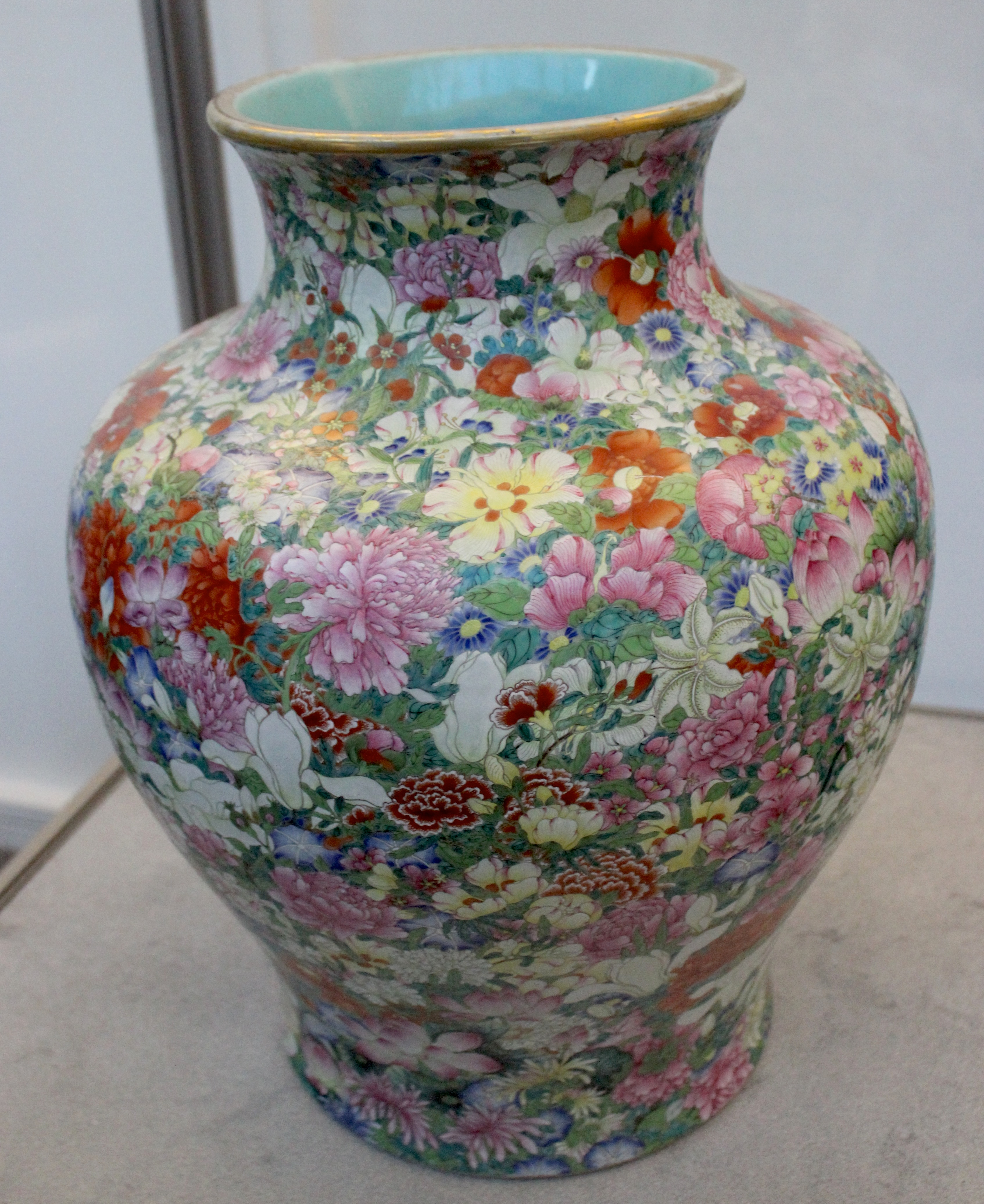
Bình trang trí ngàn hoa. Cảnh Đức Trấn, men đa sắc famille rose cuối thời Càn Long. Bộ sưu tập Ernest Grandidier, Bảo tàng Guimet.
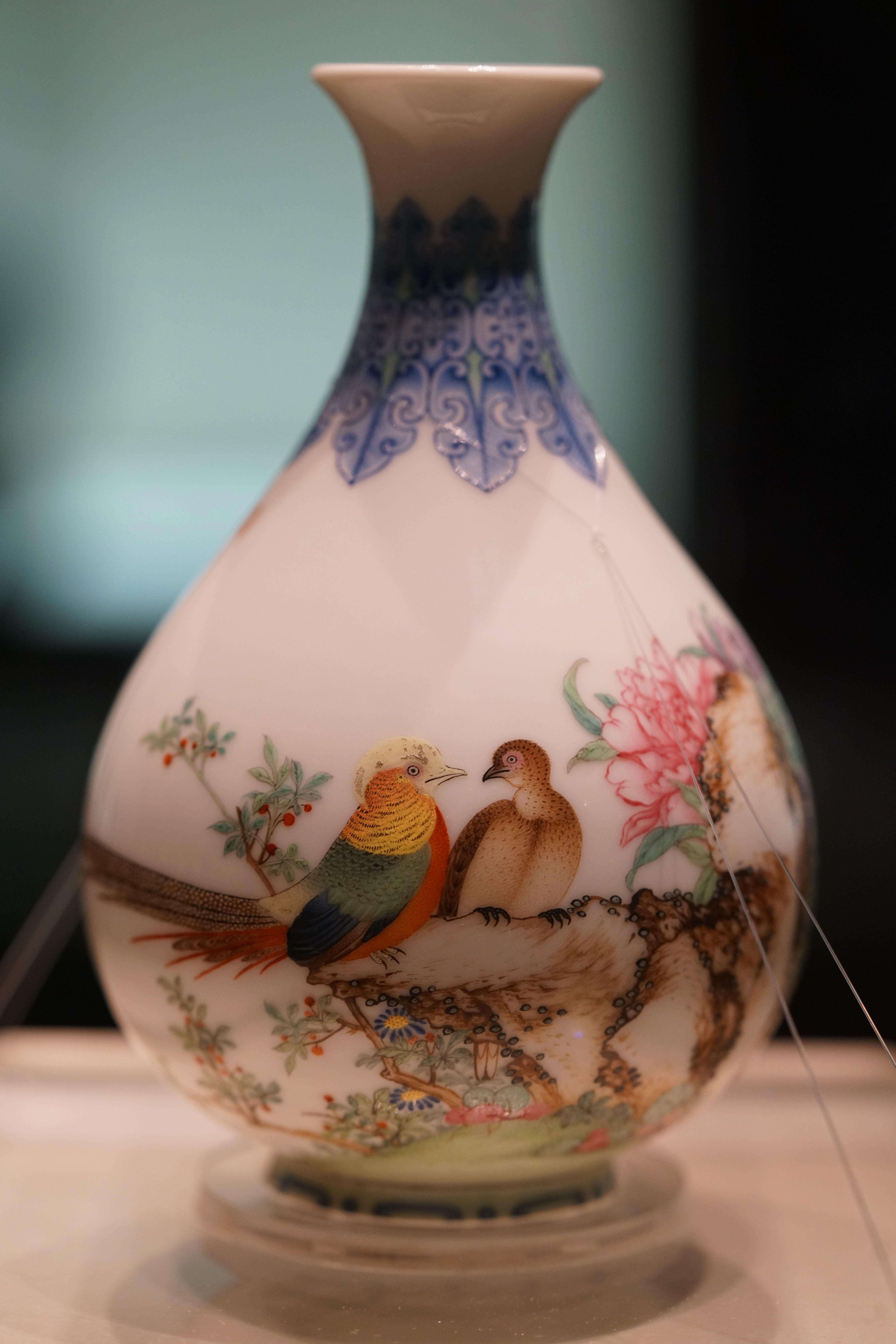
Nậm thược dược chim trĩ pháp lang thái.

### Một số hiện vật sứ châu Âu thuộcfamille rose

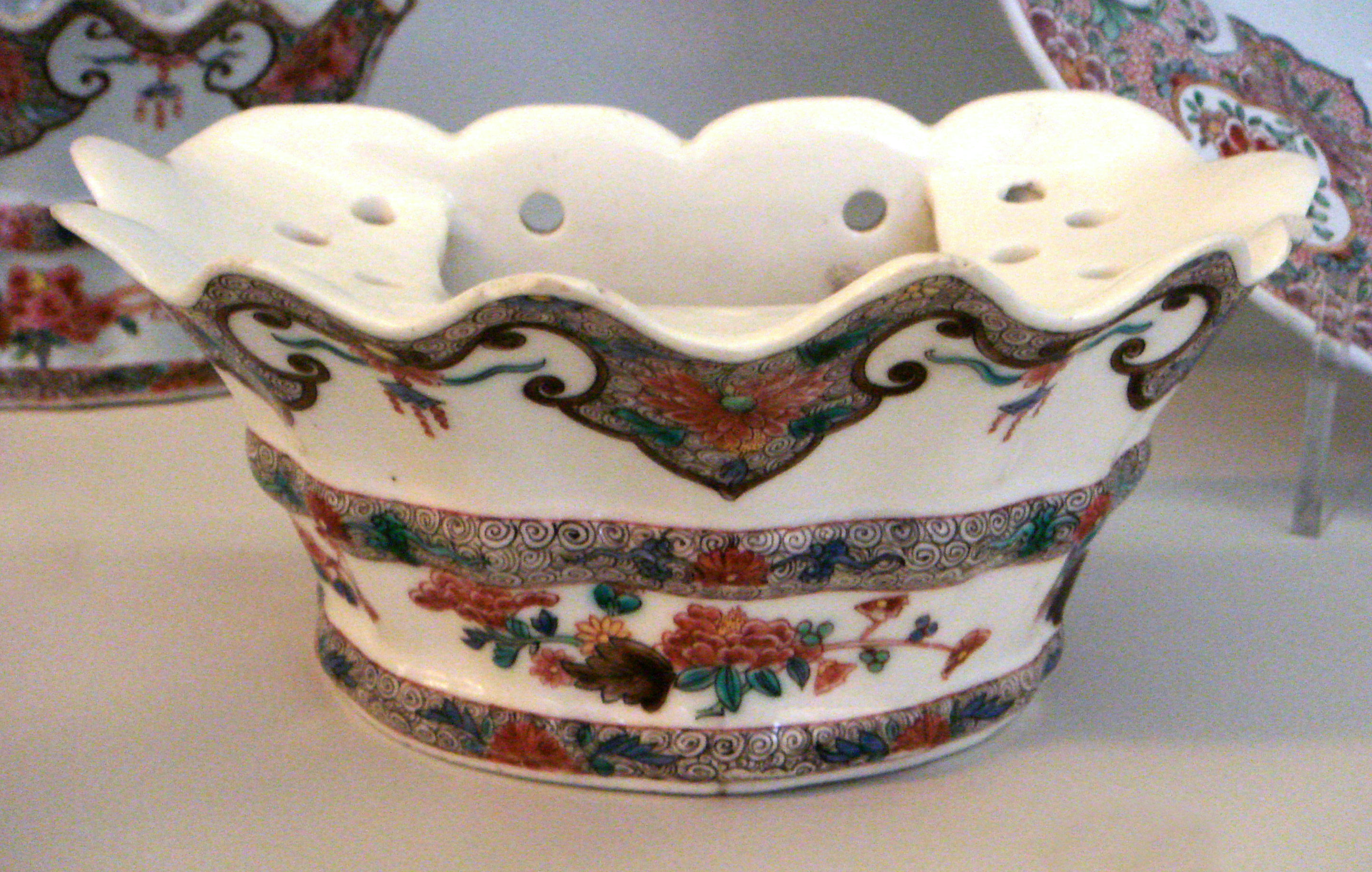
Bát cắm hoa sứ xương mềm Saint-Cloud, famille rose, 1730-1740.
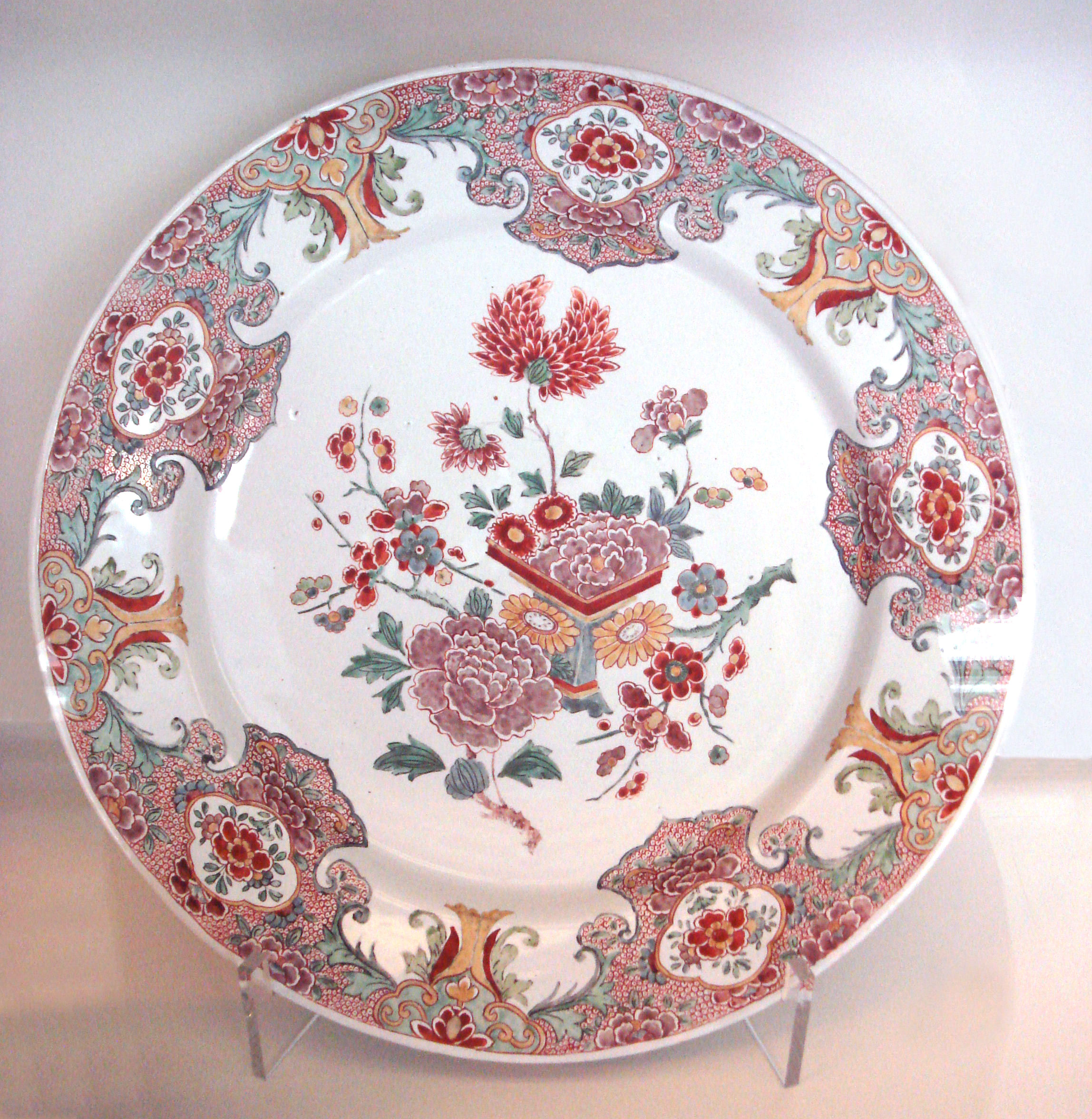
Đĩa gốm Delft Hà Lan, sành xốp, famille rose, 1760-1780.